# Michael Tucker (baseball)
Pour les articles homonymes, voir Michael Tucker.
Michael Tucker (né le 25 juin 1971 à South Boston, Virginie, États-Unis) est un voltigeur de baseball qui évolue en Ligue majeure de 1995 à 2006.
Le 4 avril 1997, Michael Tucker frappe le premier coup de circuit de l'histoire du Turner Field d'Atlanta,, une frappe aux dépens du lanceur Kevin Foster des Cubs de Chicago.

## Carrière
Joueur des Lancers de l'université Longwood, Michael Tucker est le choix de première ronde des Royals de Kansas City et 10e joueur sélectionné au total par un club du baseball majeur lors du repêchage amateur de juin 1992. Il fait trois fois la liste des 100 meilleurs joueurs d'avenir dressée annuellement par Baseball America, se classant 40e, 25e et 32e en 1993, 1994 et 1995, respectivement,,.
Il fait ses débuts dans les majeures avec Kansas City le 26 avril 1995. Il évolue pour 7 clubs au cours de sa carrière de 12 saisons dans le baseball majeur et effectue deux séjours chez les Royals, avec qui il évolue à ses deux premières années. Il enchaîne deux saisons, en 1997 et 1998, avec les Braves d'Atlanta, s'aligne avec les Reds de Cincinnati de 1999 à 2001, termine 2001 chez les Cubs de Chicago, joue 2002 et 2003 avec Kansas City, puis passe chez les Giants de San Francisco en 2004 et 2005, les Phillies de Philadelphie fin 2005 et les Mets de New York en 2006. En 1 417 matchs joués au total, Tucker compte 1 047 coups sûrs, dont 208 doubles, 49 triples et 125 circuits, avec 528 points produits et 625 points marqués. Sa moyenne au bâton s'élève à ,256 et il réussit 114 buts volés en 170 tentatives.
Tucker participe aux séries éliminatoires avec Atlanta en 1997 et 1998 puis avec les Mets en 2006. En 24 matchs au total, sa moyenne au bâton s'élève à ,256 avec 11 coups sûrs, 3 circuits, 5 points marqués, 9 points produits et deux vols de but. Le 12 octobre 1998, dans la victoire de 7-6 des Braves sur les Padres de San Diego dans le 5e match de la Série de championnat de la Ligue nationale, Tucker produit 5 points grâce à 3 coups sûrs, dont un circuit de 3 points aux dépens de Kevin Brown, permettant à Atlanta de transformer un déficit en avance de 5-4 et ultimement d'éviter l'élimination sur le terrain de leurs adversaires. Il connaît sa meilleure série éliminatoire contre San Diego, avec une moyenne au bâton de ,385 et une moyenne de puissance de ,692 dans les six matchs de cet affrontement, finalement perdu par les Braves.
Tucker est échangé quatre fois au cours de sa carrière. Kansas City le transfère notamment à Atlanta le 27 mars 1997 avec le joueur de champ intérieur Keith Lockhart pour le voltigeur Jermaine Dye et le lanceur gaucher Jamie Walker. Le 10 novembre 1998, Atlanta cède Tucker, le lanceur gaucher Denny Neagle et le lanceur droitier Rob Bell aux Reds de Cincinnati pour le joueur de deuxième but Bret Boone et le lanceur gaucher Mike Remlinger.